# Laetitia Gerards
Laetitia Gerards (Eindhoven, 18 juni 1993) is een Nederlands sopraan, gespecialiseerd in opera.

## Biografie

### Opleiding
Gerards groeide op in Helmond. Ze begon op 5-jarige leeftijd met spelen van cello en volgde toneellessen. Op 13-jarige leeftijd werd ze toegelaten aan de cello-vooropleiding van de Young Musicians Academy van de Fontys Academy of Music and Performing Arts te Tilburg. Tegelijkertijd volgde ze musicallessen bij het Kunstkwartier. In 2009 won ze op 15-jarige leeftijd met de uitvoering van twee liederen de eerste prijs en de publieksprijs op het Deutekom Junior Concours.
Na twee jaar de hoofdopleiding Musical gevolgd te hebben aan het conservatorium te Tilburg besloot ze toch te kiezen voor Klassiek Zang en werd in 2013 aangenomen voor een studie bij mezzosopraan Sasja Hunnego aan het Conservatorium van Amsterdam. In datzelfde jaar won ze de eerste prijs op het Prinses Christina Concours, waar ze ook een studiebeurs mee won. In 2014 kreeg ze de Young Talent Award van het Koninklijk Concertgebouw Amsterdam. In 2016 behaalde ze haar bachelordiploma summa cum laude, gevolgd door een masterstudie bij Margreet Honig aan hetzelfde conservatorium.

### Werk
Gerards heeft zich gespecialiseerd in het operarepertoire. Ze zong onder andere de rollen van Servilia in La clemenza di Tito van Mozart, Musetta in La bohème van Puccini, Lisette in La rondiné van Puccini, Noémie in Cendrillon van Massenet, Anna in Die Sieben Todsünden van Kurt Weil, Marzelline in Beethovens Fidelio en Maria in Bernsteins West Side Story.
In 2016 debuteerde Laetitia bij het Moscow Symphony Orchestra in de Grote Zaal van het Tsjaikovski Conservatorium in Moskou. In datzelfde jaar werd ze uitgenodigd om te zingen voor Stichting Nederland-Amerika en gaf ze optredens in Los Angeles, San Francisco, Calgary en Vancouver.
In 2017 zong ze begeleid door pianist Ramon van Engelenhoven Poulencs eenakter La Voix humaine in het Concertgebouw in Amsterdam, in de serie Jonge Nederlander. In maart 2018 nodigde het Concertgebouw in Amsterdam haar uit voor hun TRACKS-serie, waardoor ze carte blanche kreeg om een programma met zichzelf in de hoofdrol samen te stellen.
In april 2019 debuteerde ze bij de Nederlandse Reisopera en zong ze de rol van Anne Egerman in A Little Night Music van Stephen Sondheim. Later dat jaar zong ze met hetzelfde gezelschap de rol van Eileen in Bernsteins A Wonderful Town.
Ze bracht in 2020 haar debuut-CD uit. Ook zou ze dat jaar een hoofdrol hebben bij de Nederlandse Reisopera, maar dit werd vanwege de coronapandemie uitgesteld. De opera (Bruid te koop, een Nederlandse vertaling van Die verkaufte Braut van Bedřich Smetana) ging alsnog in première in april 2022.
Ze werkte met bekende orkesten en ensembles zoals het Nederlands Philharmonisch Orkest, het Nederlands Kamerorkest, het Koninklijk Concertgebouw Kamerorkest, Camerata RCO, Amsterdam Sinfoniëtta en het Orkest van de Achttiende Eeuw.
In 2020 bracht ze, begeleid door pianist Mike Boddé, in het programma Podium Witteman (de namen van) 200 Componisten ten gehore.
Eind 2021 deed ze mee als vocaal solist in een aflevering van Maestro. In 2022 was ze een van de deelnemers aan het 22e seizoen van Wie is de Mol?. Ook was ze een van de deelnemers aan het televisieprogramma Code van Coppens: De wraak van de Belgen, samen met Francis van Broekhuizen.

## Privéleven
Ze heeft een zus genaamd Lisalotte.

## Prijzen
- 2009 Eerste prijs en publieksprijs Deutekom Junior Concours
- 2013 Eerste prijs Prinses Christina Concours

## CD's
- 2020 Laetitia Gerards & Thomas Beijer – Avrotros Klassiek Presenteert! - Label avrotros klassiek ATKP007